# قلعة الكبش

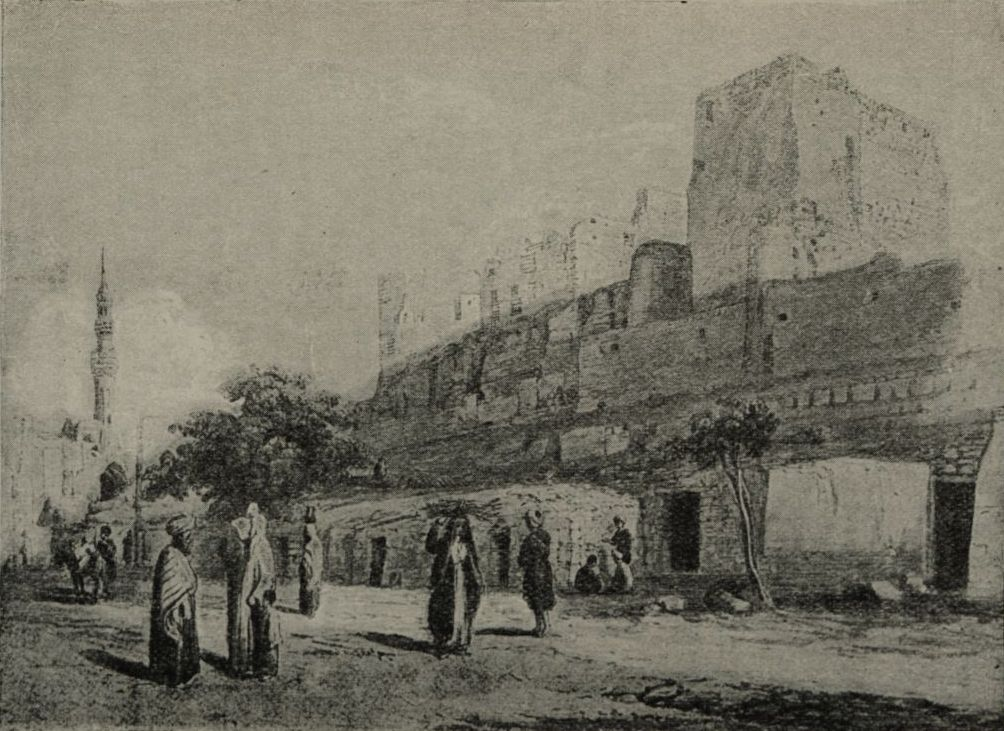

قلعة الكبش هي منطقة عالية عن أي منطقة أخرى فهى مبنية فوق جبل يشكر بالقاهرة. لها عدد من المداخل عن طريق السيدة نفيسة أو عن طريق ابن طولون أو عن طريق السيدة زينب، وسوف ترى بها عدد إثنين من السلالم منها السلم الكبير والسلم الصغير، وعند صعودك إليها والذهاب إلى أي منزل عال سوف ترى القاهرة كلها منها، يمكن رؤية المقطم وبرج القاهرة والأهرامات وغيرها من المناطق الجميلة، تتميز بهوائها الجميل. تعتبر قلعة الكبش مبنية على آثار مدينة القطائع وهي التي بناها السلطان أحمد بن طولون مؤسس الدولة الطولونية، يوجد في قلعة الكبش العديد من المساجد الأثرية منها مسجد قايتباى والذي تم ترميمه عام 2006 ومسجد احمد بن طولون الشهير بمأذنته ومسجد الأمير صرغتمش الناصري ومسجد محمد الجولى.